# Со Йеджи
Со Йеджи́ — южнокорейская актриса, получила известность благодаря участию в дорамах как «Школа Мурим», «Отряд Хваран», «Беззаконный адвокат» и «Псих, но всё в порядке».

## Награды и номинации
Получила премии «APAN Star Awards» и «Asia Artist Awards» за роль в сериале «Псих, но всё в порядке», а также премию «Baeksang Arts Awards» как «самая популярная актриса в 2021 году». Ранее получала премии «Brand of the Year Awards» («Актриса года 2020») и премию телеканала MBC — «MBC Drama Awards» как «Лучшая начинающая актриса» (за роль в сериале «Журнал ночного патруля»).

## Фильмография

### Кинематограф
| Год  | Название                         | Роль            | Прим.                                                            | Ссылка        |
| ---- | -------------------------------- | --------------- | ---------------------------------------------------------------- | ------------- |
| 2013 | Любовь                           | Минджу          | короткометражный фильм                                           | [ 2 ]         |
| 2015 | Садо                             | королева Чонсун |                                                                  | [ 3 ]         |
| 2015 | Круг искупления                  | Кан Ёси́н        |                                                                  | [ 4 ]         |
| 2016 | Сондаль: человек, продавший реку | Гуён            |                                                                  | [ 5 ]         |
| 2017 | Другой путь                      | Чунвон          |                                                                  | [ 6 ]         |
| 2017 | Братаны                          | Сара́            | камео                                                            | [ 7 ]         |
| 2018 | Останься со мной                 | Ёнсу́            | 4DX ВР фильм (также известен как Meet the Memories — First Love) | [ 8 ]         |
| 2019 | Затмение                         | Ми Чон          |                                                                  | [ 9 ]         |
| 2019 | Квантовая физика                 | Сон Ынён        |                                                                  | [ 10 ]        |
| 2021 | Воспоминания о завтрашнем дне    | Су Джин         |                                                                  | [ 11 ] [ 12 ] |

### Телесериалы
| Год  | Название                               | Роль                                | Телесеть | Прим.  |
| ---- | -------------------------------------- | ----------------------------------- | -------- | ------ |
| 2013 | Potato Star 2013 QR3                   | Но Соён                             | tvN      | [ 13 ] |
| 2014 | Журнал ночного патруля                 | Пак Сурён                           | MBC      | [ 14 ] |
| 2014 | Drama Special «Три сбежавшие девчонки» | Суджи                               | KBS2     | [ 15 ] |
| 2014 | Drama Festival «Примерка»              | Кён Хи                              | MBC      | [ 16 ] |
| 2015 | Суперпапа Ёль                          | Хван Ильхё                          | tvN      | [ 17 ] |
| 2015 | Последний                              | Син Нара́                            | jTBC     | [ 18 ] |
| 2016 | Школа Мурим                            | Сим Сундок                          | KBS2     | [ 19 ] |
| 2016 | Другая О Хэён                          | О Сохи́ (камео в 15-й серии)         | tvN      | [ 20 ] |
| 2016 | Хвара́н                                 | Сукмён, принцесса королевства Силла | KBS2     | [ 21 ] |
| 2017 | Спаси меня                             | Им Санми́                            | OCN      | [ 22 ] |
| 2018 | Беззаконный адвокат                    | Ха Джэи́                             | tvN      | [ 23 ] |
| 2020 | Псих, но все в порядке                 | Ко Мунён                            | tvN      | [ 24 ] |
| 2022 | Ева                                    | Ли Раэ́ль                            | tvN      | [ 25 ] |

### Шоу
| Год  | Название                                 | Роль | Телесеть | Прим.                           |
| ---- | ---------------------------------------- | ---- | -------- | ------------------------------- |
| 2015 | World Changing Quiz (세상을 바꾸는 퀴즈) | MC   | MBC      | Также известен как Three Wheels |

### Видеоклипы
| Год  | Песня                    | Исполнитель | Прим.  |
| ---- | ------------------------ | ----------- | ------ |
| 2015 | «Let’s Not Fall in Love» | Big Bang    | [ 27 ] |